# Музичний інтервал
Інтерва́лом в музиці називається відношення висот двох тонів, що визначається відношенням частот їх коливань. Якщо звуки музичного інтервалу звучать послідовно — інтервал називається мелодичним, якщо одночасно — гармонічним. Нижній звук інтервалу називається його основою, а верхній — вершиною. 

## Класифікація інтервалів
У сучасній музичній практиці величину музичного інтервалу прийнято визначати кількістю музичних щаблів, які він охоплює від його основи до вершини включно. 
Інтервали мають дві величини — кількісну і якісну. Кількісна величина визначає, скільки щаблів охоплює інтервал. Якісна величина визначає, скільки тонів та півтонів містить інтервал. 
Інтервали, що утворюються в межах октави називаються простими, а поза межами октави — складеними:
| Прості інтервали | Прості інтервали | Прості інтервали | Прості інтервали   |
| Кількість щаблів | Назва інтервалу  | Кількість тонів  | Кількість півтонів |
| ---------------- | ---------------- | ---------------- | ------------------ |
| 1                | чиста Прима      | 0                | 0                  |
| 2                | мала Секунда     | 0,5              | 1                  |
| 2                | велика Секунда   | 1                | 2                  |
| 3                | мала Терція      | 1,5              | 3                  |
| 3                | велика Терція    | 2                | 4                  |
| 4                | чиста Кварта     | 2,5              | 5                  |
| 4                | збільшена Кварта | 3                | 6                  |
| 5                | зменшена Квінта  | 3                | 6                  |
| 5                | чиста Квінта     | 3,5              | 7                  |
| 6                | мала Секста      | 4                | 8                  |
| 6                | велика Секста    | 4,5              | 9                  |
| 7                | мала Септима     | 5                | 10                 |
| 7                | велика Септима   | 5,5              | 11                 |
| 8                | чиста Октава     | 6                | 12                 |

| Складені інтервали | Складені інтервали | Складені інтервали   |
| кількість щаблів   | Назва інтервалу    | альтернативна назва  |
| ------------------ | ------------------ | -------------------- |
| 9                  | нона               | секунда через октаву |
| 10                 | децима             | терція через октаву  |
| 11                 | ундецима           | кварта через октаву  |
| 12                 | дуодецима          | квінта через октаву  |
| 13                 | терцдецима         | секста через октаву  |
| 14                 | квартдецима        | септима через октаву |
| 15                 | квінтдецима        | подвійна октава      |

В залежності від кількості півтонів, який містить той чи інший інтервал, розрізняють якість інтервала. Інтервали можуть бути чистими (скорочене позначення — ч) (1, 4, 5, 8), великими (в) або малими (м) (2, 3, 6, 7), збільшеними (зб) (4) або зменшеними (зм) (5). 
В акустичному відношенні розрізняють консонуючі інтервали та дисонуючі. До консонуючих відносяться: прима, октава, кварта та квінта, терція та секста. До дисонуючих — секунда, септима та тритон. Переміщення звуків інтервалу, при якому нижній звук стає верхнім, а верхній — нижнім, називається оберненням інтервалу. Так, октава в оберненні дає приму, септима — секунду, секста — терцію, а квінта — кварту. При цьому чисті інтервали обертаються в чисті, малі — в великі, збільшені — в зменшені.

## Проблеми темперації
Музичні інтервали сприймаються найбільш гармонічно, коли складові їх частоти співвідносяться як невеликі цілі числа. Подібна закономірність була відома ще Піфагору, який виділяв такі інтервали, як октава (співвідношення — 1:2), квінта (2:3), і кварта як (3:4), а решту інтервалів представляв шляхом комбінування цих трьох інтервалів. Ідея простих числових пропорцій для всіх інтервалів реалізується у натуральному строї, проте як і піфагорійський стрій, натуральний не може забезпечити рівності музичних інтервалів у 12-щаблевому звукоряді. 
Подальший розвиток європейської музики викликав необхідність поділу октави на рівні інтервали. Такий поділ забезпечує рівномірно-темперований стрій, при якому відношення частот двох інтервалів обчислюється за формулою {\displaystyle \ f_{1}:f_{2}=1:2^{x/12}}, де x — кількість півтонів. Напр. інтервал темперованої чистої квінти (7 півтонів) відповідатиме співвідношенню частот {\displaystyle \ f_{1}:f_{2}=1:2^{7/12}}. Рівномірно-темперований стрій використовується для настроювання інструментів з фіксованим звукорядом, насамперед клавішних, тоді як струнно-смичкові інструменти, деякі духові, і  людський голос можуть проінтонувати інтервал в будь-якому строї.  
Варто також зазначити, що деякі неєвропейські музичні культури використовують звукоряди, далекі від європейського 12-тонової системи. Наприклад, в Індії існують системи, що поділяють октаву на 22 щабля — «шруті». Для вивчення та порівняння різних звукорядів в теорії використовують особливу одиницю - цент, що поділяє півтон на 100 рівних інтервалів (звідки й назва), а октаву — відповідно — на 1200. Порівняння натурального та рівномірно темперованого строю з позначеннями числових відношень та кількістю центів представлено наступною таблицею: 
| кількість півтонів | кількість щаблів | звичайна назва                   | Відношення частот у натуральному строї | Значення у центах     | Значення у центах |
| кількість півтонів | кількість щаблів | звичайна назва                   | Відношення частот у натуральному строї | рівномірна темперація | натуральний стрій |
| ------------------ | ---------------- | -------------------------------- | -------------------------------------- | --------------------- | ----------------- |
| 0                  | 1                | чиста прима                      | 1:1                                    | 0                     | 0                 |
| 1                  | 2                | мала секунда                     | 16:15                                  | 100                   | 112               |
| 2                  | 2                | велика секунда                   | 9:8                                    | 200                   | 204               |
| 3                  | 3                | мала терція                      | 6:5                                    | 300                   | 316               |
| 4                  | 3                | велика терція                    | 5:4                                    | 400                   | 386               |
| 5                  | 4                | чиста кварта                     | 4:3                                    | 500                   | 498               |
| 6                  | 4 5              | збільшена кварта зменшена квінта | 45:32 64:45                            | 600                   | 590 610           |
| 7                  | 5                | чиста квінта                     | 3:2                                    | 700                   | 702               |
| 8                  | 6                | мала секста                      | 8:5                                    | 800                   | 814               |
| 9                  | 6                | велика секста                    | 5:3                                    | 900                   | 884               |
| 10                 | 7                | мала септима                     | 16:9                                   | 1000                  | 996               |
| 11                 | 7                | велика септима                   | 15:8                                   | 1100                  | 1088              |
| 12                 | 1 8              | чиста октава                     | 2:1                                    | 1200                  | 1200              |